# Teorema de Anderson-Kadec
En matemáticas, en las áreas de la topología y del análisis funcional, el teorema de Anderson-Kadec establece que, dos espacios de Banach separables de dimensión infinita cualesquiera, más generalmente, espacios de Fréchet, son homeomórficos como espacios topológicos. El teorema fue demostrado por Mikhail Kadec (1966) y Richard Davis Anderson.

## Enunciado
Todo espacio de Fréchet separable y de dimensión infinita es homeomorfo a {\displaystyle \mathbb {R} ^{\mathbb {N} }}, el Producto cartesiano de muchas copias numerables de la recta real {\displaystyle \mathbb {R} }.

## Proposiciones preliminares
Norma de Kadec: Una norma {\displaystyle \|\,\cdot \,\|} sobre un espacio lineal normado {\displaystyle X} se denomina norma de Kadec con respecto a un subconjunto total {\displaystyle A\subseteq X^{*}} del espacio dual {\displaystyle X^{*}} si para cada secuencia {\displaystyle x_{n}\in X} se cumple la siguiente condición:
- Si {\displaystyle \lim _{n\to \infty }x^{*}\left(x_{n}\right)=x^{*}(x_{0})} para {\displaystyle x^{*}\in A} y {\displaystyle \lim _{n\to \infty }\left\|x_{n}\right\|=\left\|x_{0}\right\|,} entonces {\displaystyle \lim _{n\to \infty }\left\|x_{n}-x_{0}\right\|=0.}

Teorema de Eidelheit: Un espacio de Fréchet {\displaystyle E} es isomorfo a un espacio de Banach o tiene un espacio cociente isomorfo a {\displaystyle \mathbb {R} ^{\mathbb {N} }.}
Teorema de renormación de Kadec: Todo espacio de Banach separable {\displaystyle X} admite una norma de Kadec con respecto a un subconjunto total contable {\displaystyle A\subseteq X^{*}} de {\displaystyle X^{*}.} La nueva norma es equivalente a la norma original {\displaystyle \|\,\cdot \,\|} de {\displaystyle X}. El conjunto {\displaystyle A} puede tomarse como cualquier subconjunto contable denso en estrella débil de la bola unitaria de {\displaystyle X^{*}}

## Esquema de la demostración
En el argumento siguiente, {\displaystyle E} denota un espacio de Fréchet separable de dimensión infinita y {\displaystyle \simeq } la relación de equivalencia topológica (existencia de homeomorfismo).
Un punto de partida de la prueba del teorema de Anderson-Kadec es la prueba de Kadec de que cualquier espacio de Banach separable de dimensión infinita es homeomorfo a {\displaystyle \mathbb {R} ^{\mathbb {N} }}.
A partir del teorema de Eidelheit, basta considerar espacios de Fréchet que no sean isomorfos a un espacio de Banach. En ese caso, tienen un cociente que es isomorfo a {\displaystyle \mathbb {R} ^{\mathbb {N} }}. Un resultado de Bartle-Graves-Michael demuestra que entonces:
{\displaystyle E\simeq Y\times \mathbb {R} ^{\mathbb {N} }}
para algún espacio de Fréchet {\displaystyle Y}.
Por otro lado, {\displaystyle E} es un subespacio cerrado de un producto infinito contable de espacios de Banach separables {\textstyle X=\prod _{n=1}^{\infty }X_{i}} de espacios de Banach separables. El mismo resultado de Bartle-Graves-Michael aplicado a {\displaystyle X} da un homeomorfismo
{\displaystyle X\simeq E\times Z}
para algún espacio de Fréchet {\displaystyle Z.} Según el resultado de Kadec, el producto numerable de espacios de Banach separables de dimensión infinita {\displaystyle X} es homeomorfo a {\displaystyle \mathbb {R} ^{\mathbb {N} }}.
La demostración del teorema de Anderson-Kadec consiste en la secuencia de equivalencias
{\displaystyle {\begin{aligned}\mathbb {R} ^{\mathbb {N} }&\simeq (E\times Z)^{\mathbb {N} }\\&\simeq E^{\mathbb {N} }\times Z^{\mathbb {N} }\\&\simeq E\times E^{\mathbb {N} }\times Z^{\mathbb {N} }\\&\simeq E\times \mathbb {R} ^{\mathbb {N} }\\&\simeq Y\times \mathbb {R} ^{\mathbb {N} }\times \mathbb {R} ^{\mathbb {N} }\\&\simeq Y\times \mathbb {R} ^{\mathbb {N} }\\&\simeq E\end{aligned}}}